# Miramont-Sensacq
Miramont-Sensacq är en kommun i departementet Landes i regionen Nouvelle-Aquitaine i sydvästra Frankrike. Kommunen ligger i kantonen Geaune som tillhör arrondissementet Mont-de-Marsan. År 2022 hade Miramont-Sensacq 346 invånare.

## Befolkningsutveckling
Antalet invånare i kommunen Miramont-Sensacq
Referens:INSEE